# گیورگوس کیریاکوپولوس
گیورگوس کیریاکوپولوس (یونانی: Γιώργος Κυριακόπουλος؛ زادهٔ ۵ فوریهٔ ۱۹۹۶) بازیکن فوتبال اهل یونان است.
از باشگاه‌هایی که در آن بازی کرده‌است می‌توان به باشگاه فوتبال آستراس تریپولی اشاره کرد.
وی همچنین در تیم‌های ملی فوتبال زیر ۱۸ سال، زیر ۱۹سال، زیر ۲۱ سال و بزرگسالان یونان بازی کرده‌است.